# Campeonato de España de Ciclismo de Montaña
Los Campeonatos de España de Ciclismo de montaña se organizan anualmente desde el año 1989 para determinar el campeón de España de cada año, en esta modalidad ciclista. El título se otorga al vencedor de una única carrera.
El título se otorga al vencedor (o vencedora) de una única prueba, que otorga el derecho a vestir un maillot con los colores de la bandera española hasta el siguiente Campeonato, soliendo ser de duración de 1 año.
El ciclista más laureado es José Antonio Hermida, con ocho títulos.

## Palmarés

### Masculino
| Año  | Ganador                   | Segundo                   | Tercero                   |
| ---- | ------------------------- | ------------------------- | ------------------------- |
| 1989 | Francisco Sala            | Mikel Amondarain          | E. Villanueva             |
| 1990 | José María Yurrebaso      | A. Zabaleta               | Jon "Tati" Egiarte        |
| 1991 | Francisco Sala            | Ignacio Rodríguez         | Vicenta Martínez          |
| 1992 | Manuel Martínez Costa     | Vicente Martínez          | Tomás Ortega              |
| 1993 | Nicolás Ruiz              | Andoni Olaberria          | Axier Albizua             |
| 1994 | Andoni Olaberria          | Nicolás Ruiz              | Albert Balcells           |
| 1995 | José Rolando Obando       | José Márquez              | Manuel Martínez Costa     |
| 1996 | José Márquez              | Jokin Mujika              | Roberto Lezaun            |
| 1997 | Roberto Lezaun            | Juan Carlos Garro         | Igor Fernández            |
| 1998 | Roberto Lezaun            | Fernando Ocaña            | Miquel Campasol           |
| 1999 | José Márquez              | Roberto Lezaun            | Guillermo de Portugal     |
| 2000 | José Márquez              | Roberto Lezaun            | Guillermo de Portugal     |
| 2001 | José Antonio Hermida      | Martí Gispert             | Francisco Javier Notario  |
| 2002 | José Antonio Hermida      | José Márquez              | Alejandro Díaz de la Peña |
| 2003 | José Márquez              | Israel Núñez              | Martí Gispert             |
| 2004 | José Antonio Hermida      | Juan Pedro Trujillo       | Iván Álvarez              |
| 2005 | Carlos Coloma             | Alejandro Díaz de la Peña | José Manuel García        |
| 2006 | Alejandro Díaz de la Peña | Carlos Coloma             | Israel Núñez              |
| 2007 | José Antonio Hermida      | Carlos Coloma             | Iñaki Lejarreta           |
| 2008 | Rubén Ruzafa              | Sergio Mantecón           | Carlos Coloma             |
| 2009 | José Antonio Hermida      | Rubén Ruzafa              | Iván Álvarez              |
| 2010 | Sergio Mantecón           | Carlos Coloma             | Rubén Ruzafa              |
| 2011 | José Antonio Hermida      | Iñaki Lejarreta           | Carlos Coloma             |
| 2012 | Sergio Mantecón           | Carlos Coloma             | Iñaki Lejarreta           |
| 2013 | José Antonio Hermida      | Iván Álvarez              | Sergio Mantecón           |
| 2014 | José Antonio Hermida      | Carlos Coloma             | Iván Álvarez              |
| 2015 | David Valero              | José Antonio Hermida      | Carlos Coloma             |
| 2016 | Carlos Coloma             | David Valero              | Pablo Rodríguez           |
| 2017 | David Valero              | Pablo Rodríguez           | Carlos Coloma             |
| 2018 | David Valero              | Sergio Mantecón           | Carlos Coloma             |
| 2019 | David Valero              | Carlos Coloma             | Sergio Mantecón           |
| 2020 | David Valero              | Sergio Mantecón           | Pablo Rodríguez           |
| 2021 | David Valero              | Sergio Mantecón           | Ismael Esteban            |
| 2022 | David Valero              | Pablo Rodríguez           | Ismael Esteban            |

### Femenino
| Año  | Ganadora             | Segunda              | Tercera              |
| ---- | -------------------- | -------------------- | -------------------- |
| 1991 | Marga Cuesta         | Fina Soler           | Raquel Aberasturi    |
| 1992 | Marga Cuesta         |                      |                      |
| 1993 | Rosa Tena            | Ana Burgos           | Silvia Rovira Planas |
| 1994 | Silvia Rovira Planas | Margari Aierza       | Fina Soler           |
| 1995 | Silvia Rovira Planas | Laura Blanco         | Margari Aierza       |
| 1996 | Laura Blanco         | Silvia Rovira Planas | Marga Fullana        |
| 1997 | Marga Fullana        | Silvia Rovira Planas | Ruth Moll            |
| 1998 | Marga Fullana        | Silvia Rovira Planas | Janet Puiggròs       |
| 1999 | Marga Fullana        | Silvia Rovira Planas | Ruth Moll            |
| 2000 | Silvia Rovira Planas | Janet Puiggròs       | Jaione Sasieta       |
| 2001 | Marga Fullana        | Silvia Rovira Planas | Janet Puiggròs       |
| 2002 | Marga Fullana        | Janet Puiggròs       | Silvia Rovira Planas |
| 2003 | Marga Fullana        | Janet Puiggròs       | Silvia Rovira Planas |
| 2004 | Marga Fullana        | Cristina Mascarreras | Nekane Lasa          |
| 2005 | Marga Fullana        | Nekane Lasa          | Cristina Mascarreras |
| 2006 | Marga Fullana        | Ruth Moll            | Cristina Mascarreras |
| 2007 | Rocío Gamonal        | Anna Villar          | Cristina Mascarreras |
| 2008 | Marga Fullana        | Rocío Gamonal        | Sandra Santanyés     |
| 2009 | Marga Fullana        | Rocío Gamonal        | Sandra Santanyés     |
| 2010 | Anna Villar          | Rocío Martín         | Sandra Santanyés     |
| 2011 | Rocío Gamonal        | Anna Villar          | Sandra Santanyés     |
| 2012 | Anna Villar          | Lucía Vázquez        | Sandra Santanyés     |
| 2013 | Marga Fullana        | Sandra Santanyés     | Anna Villar          |
| 2014 | Rocío Martín         | Anna Villar          | Sandra Santanyés     |
| 2015 | Rocío Martín         | Anna Villar          | Lucía Vázquez        |
| 2016 | Rocío Gamonal        | María Díaz           | Sandra Santanyés     |
| 2017 | Rocío Gamonal        | Rocío Martín         | Merche Pacios        |
| 2018 | Claudia Galicia      | Elena Lloret         | Merche Pacios        |
| 2019 | Claudia Galicia      | Meritxell Figueras   | Natalia Fischer      |
| 2020 | Rocío García         | Claudia Galicia      | Lara Lois            |
| 2021 | Rocío García         | Natalia Fischer      | Meritxell Figueras   |
| 2022 | Rocío García         | Nuria Bosch          | Natalia Fischer      |